# Körsbärsfuks
Körsbärsfuks, Nymphalis polychloros, är en fjärilsart i familjen praktfjärilar. Vingspannet varierar mellan 53 och 69 millimeter, på olika individer.

## Beskrivning

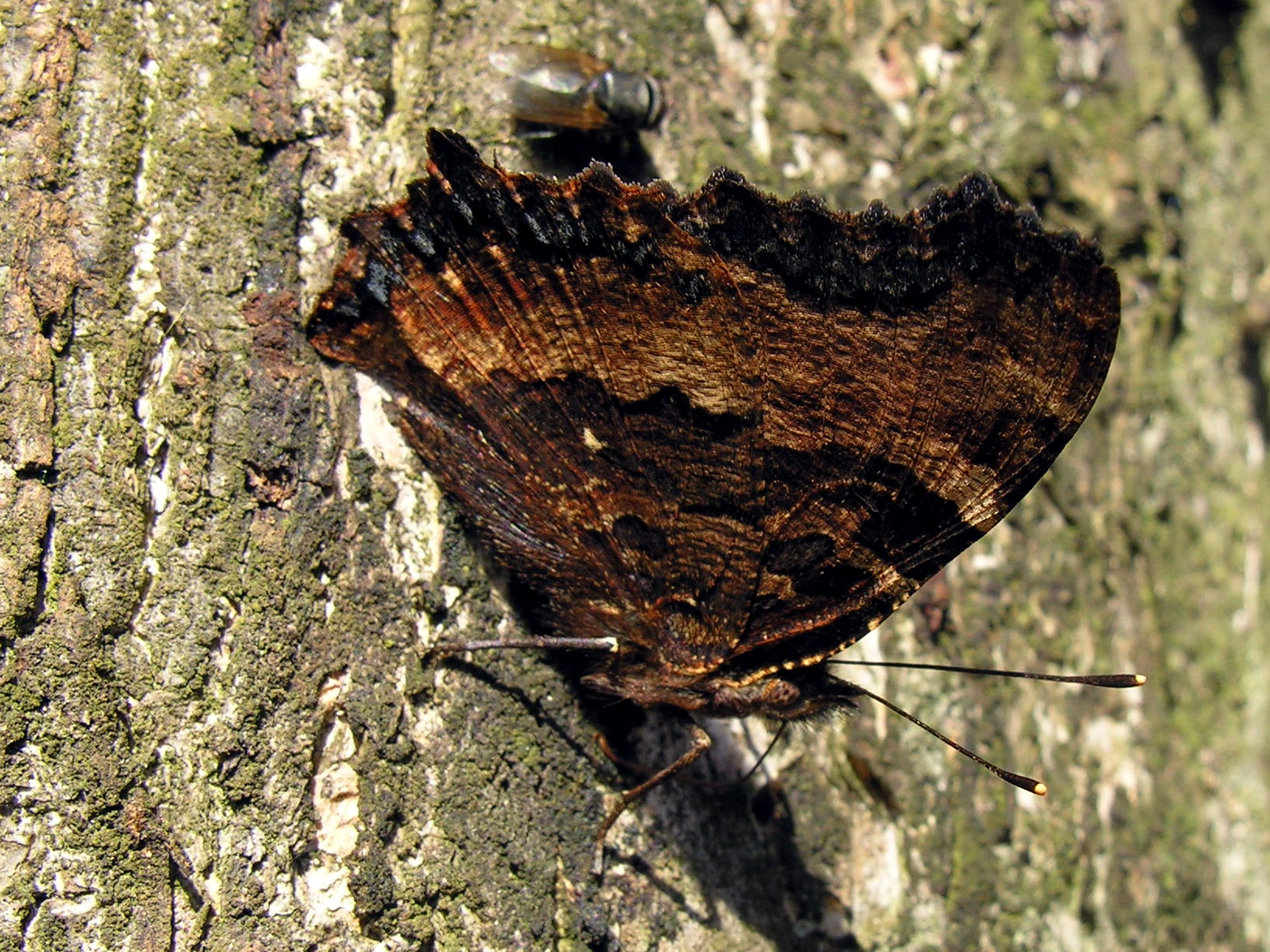
Undersidan på körsbärsfuks ger ett bra kamouflage när den med hopfällda vingar sitter på en trädstam.

Det är ingen skillnad i utseende mellan hanen och honan. Ovansidan är brunorange med gulare fläckar längs vingkanterna och svarta fläckar i huvudsak på framvingen. Längs de tandade ytterkanterna finns ett svart band och i detta finns på bakvingen blå halvmåneformade fläckar. Undersidan är brun i olika nyanser och längs ytterkanterna en aning blå. Larven är gråsvart med längsgående gulorange ränder och långa gulorange tornar. Den blir upp till 45 millimeter lång.

## Levnadssätt
Värdväxter, de växter larven äter av och lever på, är arter i almsläktet, videsläktet och plommonsläktet.
Flygtiden, den period när fjärilen är fullvuxen, imago, infaller i juli–augusti. Körsbärsfuksen övervintrar och den andra flygtiden är när den vaknar igen, i april–maj. Det är under denna tid som parning och äggläggning sker.

## Utbredning
Körsbärsfuksens utbredningsområde är i Nordafrika, södra och centrala Europa och genom Mindre Asien och södra Ryssland till Kaukasus. Dessutom finns ett mindre utbredningsområde från Himalaya till norra Pakistan. I Norden förekommer den i Danmark, sydligaste Norge och Finland samt upp till Jönköpings län i Sverige.